# 車店
車店，是臺灣嘉義市西區的一個傳統地域名稱，位於該區中部略偏東南。相較於今日行政區，其範圍大致包括車店里、紅瓦里西北部、劉厝里東南部省道以東部分、西平里東南部、永和里西南端、新西里、垂楊里、培元里、導明里、育英里西南部、致遠里、美源里西北部、翠岱里、自強里、福民里不含東南部。

## 歷史
台灣日治初期，車店地區為一街庄，稱為「車店庄」，隸屬於嘉義西堡。該庄北與竹圍仔庄、嘉義街為鄰，東邊及南邊東段與下路頭庄為鄰，南邊中、西段分別為湖仔內庄、下藔庄，西邊及西北邊為劉厝庄、港仔坪庄。
1901年（日治明治三十四年）11月，全台設置二十廳，該庄隸屬於嘉義廳。1909年（明治四十二年）10月，合併二十廳為十二廳，該庄仍隸屬於嘉義廳。1920年（大正九年），廢十二廳改設五州二廳，該庄改制為「車店」大字，隸屬於臺南州嘉義郡嘉義街。1930年，嘉義街升格為州轄嘉義市，本地區仍隸屬之。1932年嘉義市市區實施町名改正，本地區仍為大字。
戰後嘉義市改制為省轄市，町及大字亦改制為里。1946年7月嘉義市改劃為四個區，再將臺南縣水上鄉、太保鄉劃入並改為區，合計為六個區，本地區隸屬於新西區。1950年8月，嘉義市廢除省轄市資格，並切割為新東、新西、新南、新北、水上與太保等四鎮二鄉，本地區隸屬於新西鎮。1951年11月撤銷新東、新南、新西、新北等四鎮，合併為縣轄嘉義市。1982年7月1日，嘉義市再次升格為省轄市。1990年10月6日，嘉義市劃分為東、西二區，本地區隸屬於西區。

## 聚落
本地區發展較早的聚落有車店、蕃仔溝等，在日治期初期的官方地圖上已有記載。其後因人口增加，各聚落已連成一片。

## 交通
- 省道台1線
- 省道台18線
- 縣道163號

## 學校
- 興嘉國小
- 民生國中

## 廟宇
- 車店開山尊王廟